# Saison 2022-2023 des Kings de Sacramento
La saison 2022-2023 des Kings de Sacramento est la 78e saison de la franchise (74e saison en NBA) et la 38e saison dans la ville de Sacramento.

## Draft
| Tour | Choix | Joueur        | Poste | Nationalité | Provenance          |
| ---- | ----- | ------------- | ----- | ----------- | ------------------- |
| 1    | 4     | Keegan Murray | F     | États-Unis  | Hawkeyes de l'Iowa  |
| 2    | 37    | Jaden Hardy   | G     | États-Unis  | NBA G League Ignite |

## Matchs

### Summer League
| Summer League Total: 6-2 |

| Match | Date match | Équipe       | Score   | Meilleur marqueur  | Meilleur rebondeur | Meilleur passeur    | Lieux Spectateurs  | Série |
| ----- | ---------- | ------------ | ------- | ------------------ | ------------------ | ------------------- | ------------------ | ----- |
| 1     | 2 juillet  | Golden State | V 86-68 | Keegan Murray (26) | Keegan Murray (8)  | Frankie Ferrari (7) | Chase Center 8 913 | 1 - 0 |
| 2     | 3 juillet  | Miami        | V 81-64 | Keon Ellis (17)    | Keegan Murray (9)  | Frankie Ferrari (6) | Chase Center 9 028 | 2 - 0 |
| 3     | 5 juillet  | L.A. Lakers  | V 87-75 | Keegan Murray (25) | Neemias Queta (10) | Frankie Ferrari (6) | Chase Center 0     | 3 - 0 |

| Match | Date match | Équipe        | Score         | Meilleur marqueur  | Meilleur rebondeur | Meilleur passeur    | Lieux Spectateurs      | Série |
| ----- | ---------- | ------------- | ------------- | ------------------ | ------------------ | ------------------- | ---------------------- | ----- |
| 1     | 9 juillet  | Orlando       | D 92-94 (2OT) | Neemias Queta (23) | Keegan Murray (9)  | Ellis, Ferrari (4)  | Thomas & Mack Center 0 | 0 - 1 |
| 2     | 10 juillet | Indiana       | V 103-96      | Keegan Murray (23) | Neemias Queta (7)  | Keon Ellis (6)      | Cox Pavilion 0         | 1 - 1 |
| 3     | 13 juillet | Oklahoma City | D 80-86       | Keegan Murray (29) | Jared Rhoden (8)   | Frankie Ferrari (7) | Thomas & Mack Center 0 | 1 - 2 |
| 4     | 15 juillet | Phoenix       | V 82-69       | Keegan Murray (21) | Murray, Queta (10) | Keon Ellis (4)      | Cox Pavilion 0         | 2 - 2 |
| 5     | 16 juillet | Houston       | V 92-81       | Jeriah Horne (20)  | Jared Rhoden (7)   | DJ Steward (4)      | Cox Pavilion 0         | 3 - 2 |

### Pré-saison
| Pré-saison Total: 4-0 (Domicile : 2-0; Extérieur : 2-0) |

| Match | Date match | Équipe        | Score     | Meilleur marqueur  | Meilleur rebondeur    | Meilleur passeur          | Lieux Spectateurs       | Série |
| ----- | ---------- | ------------- | --------- | ------------------ | --------------------- | ------------------------- | ----------------------- | ----- |
| 1     | 3 octobre  | @ L.A. Lakers | V 105-75  | Keegan Murray (16) | Monk, Murray (6)      | Dellavedova, Mitchell (3) | Crypto.com Arena 17 919 | 1 - 0 |
| 2     | 9 octobre  | Portland      | V 126-94  | Keegan Murray (16) | Domantas Sabonis (7)  | Davion Mitchell (5)       | Golden 1 Center 14 250  | 2 - 0 |
| 3     | 12 octobre | @ Phoenix     | V 105-104 | De'Aaron Fox (15)  | Domantas Sabonis (10) | Domantas Sabonis (4)      | Footprint Center 16 085 | 3 - 0 |
| 4     | 14 octobre | L.A. Lakers   | V 133-86  | De'Aaron Fox (21)  | Domantas Sabonis (12) | Domantas Sabonis (9)      | Golden 1 Center 0       | 4 - 0 |

### Saison régulière
| Saison régulière Total: 48-34 (Domicile : 23-18; Extérieur : 25-16) |

| Match | Date match | Équipe         | Score     | Meilleur marqueur  | Meilleur rebondeur    | Meilleur passeur     | Lieux Spectateurs      | Série |
| ----- | ---------- | -------------- | --------- | ------------------ | --------------------- | -------------------- | ---------------------- | ----- |
| 1     | 19 octobre | Portland       | D 108-115 | De'Aaron Fox (33)  | Harrison Barnes (8)   | De'Aaron Fox (7)     | Golden 1 Center 17 611 | 0 - 1 |
| 2     | 22 octobre | L.A. Clippers  | D 109-111 | De'Aaron Fox (36)  | Domantas Sabonis (10) | Domantas Sabonis (7) | Golden 1 Center 16 296 | 0 - 2 |
| 3     | 23 octobre | @ Golden State | D 125-130 | De'Aaron Fox (26)  | Domantas Sabonis (14) | De'Aaron Fox (10)    | Chase Center 18 064    | 0 - 3 |
| 4     | 27 octobre | Memphis        | D 110-125 | De'Aaron Fox (27)  | Domantas Sabonis (11) | Domantas Sabonis (9) | Golden 1 Center 15 511 | 0 - 4 |
| 5     | 29 octobre | Miami          | V 119-113 | Keegan Murray (22) | De'Aaron Fox (13)     | Kevin Huerter (7)    | Golden 1 Center 14 618 | 1 - 4 |
| 6     | 31 octobre | @ Charlotte    | V 115-108 | Kevin Huerter (26) | Domantas Sabonis (16) | Domantas Sabonis (7) | Spectrum Center 12 020 | 2 - 4 |

| Match | Date match  | Équipe         | Score          | Meilleur marqueur     | Meilleur rebondeur    | Meilleur passeur      | Lieux Spectateurs       | Série  |
| ----- | ----------- | -------------- | -------------- | --------------------- | --------------------- | --------------------- | ----------------------- | ------ |
| 7     | 2 novembre  | @ Miami        | D 107-110      | Huerter, Sabonis (22) | Domantas Sabonis (12) | Domantas Sabonis (8)  | FTX Arena 19 600        | 2 - 5  |
| 8     | 5 novembre  | @ Orlando      | V 126-123 (OT) | De'Aaron Fox (37)     | Domantas Sabonis (11) | Domantas Sabonis (6)  | Amway Center 18 846     | 3 - 5  |
| 9     | 7 novembre  | @ Golden State | D 113-116      | De'Aaron Fox (28)     | Domantas Sabonis (14) | Fox, Sabonis (6)      | Chase Center 18 064     | 3 - 6  |
| 10    | 9 novembre  | Cleveland      | V 127-120      | Domantas Sabonis (21) | Harrison Barnes (9)   | De'Aaron Fox (8)      | Golden 1 Center 13 816  | 4 - 6  |
| 11    | 11 novembre | @ L.A. Lakers  | V 120-114      | De'Aaron Fox (32)     | Domantas Sabonis (10) | De'Aaron Fox (12)     | Crypto.com Arena 17 849 | 5 - 6  |
| 12    | 13 novembre | Golden State   | V 122-115      | Domantas Sabonis (26) | Domantas Sabonis (22) | Domantas Sabonis (8)  | Golden 1 Center 16 410  | 6 - 6  |
| 13    | 15 novembre | Brooklyn       | V 153-121      | Terence Davis (31)    | Terence Davis (9)     | De'Aaron Fox (9)      | Golden 1 Center 17 611  | 7 - 6  |
| 14    | 17 novembre | San Antonio    | V 130-112      | De'Aaron Fox (28)     | Barnes, Sabonis (8)   | De'Aaron Fox (8)      | Golden 1 Center 16 522  | 8 - 6  |
| 15    | 20 novembre | Détroit        | V 137-129      | De'Aaron Fox (33)     | Domantas Sabonis (13) | Fox, Sabonis (7)      | Golden 1 Center 17 866  | 9 - 6  |
| 16    | 22 novembre | @ Memphis      | V 113-109      | De'Aaron Fox (32)     | Domantas Sabonis (13) | Domantas Sabonis (8)  | FedExForum 16 826       | 10 - 6 |
| 17    | 23 novembre | @ Atlanta      | D 106-115      | Malik Monk (27)       | Domantas Sabonis (13) | Domantas Sabonis (7)  | State Farm Arena 18 173 | 10 - 7 |
| 18    | 25 novembre | @ Boston       | D 104-122      | De'Aaron Fox (20)     | Murray, Sabonis (10)  | Domantas Sabonis (6)  | TD Garden 19 156        | 10 - 8 |
| 19    | 28 novembre | Phoenix        | D 117-122      | Malik Monk (30)       | Domantas Sabonis (9)  | Domantas Sabonis (10) | Golden 1 Center 16 407  | 10 - 9 |
| 20    | 30 novembre | Indiana        | V 137-114      | Harrison Barnes (22)  | Domantas Sabonis (10) | Domantas Sabonis (7)  | Golden 1 Center 17 611  | 11 - 9 |

| Match | Date match  | Équipe          | Score     | Meilleur marqueur     | Meilleur rebondeur    | Meilleur passeur       | Lieux Spectateurs                 | Série   |
| ----- | ----------- | --------------- | --------- | --------------------- | --------------------- | ---------------------- | --------------------------------- | ------- |
| 21    | 3 décembre  | @ L.A. Clippers | V 123-96  | Domantas Sabonis (24) | Chimezie Metu (8)     | Domantas Sabonis (6)   | Crypto.com Arena 16 587           | 12 - 9  |
| 22    | 4 décembre  | Chicago         | V 110-101 | Malik Monk (20)       | Domantas Sabonis (17) | Domantas Sabonis (10)  | Golden 1 Center 17 611            | 13 - 9  |
| 23    | 7 décembre  | @ Milwaukee     | D 113-126 | Domantas Sabonis (23) | Domantas Sabonis (12) | Domantas Sabonis (7)   | Fiserv Forum 17 341               | 13 - 10 |
| 24    | 9 décembre  | @ Cleveland     | V 106-95  | Harrison Barnes (20)  | Domantas Sabonis (18) | Mitchell, Sabonis (23) | Rocket Mortgage FieldHouse 19 432 | 14 - 10 |
| 25    | 11 décembre | @ New York      | D 99-112  | Domantas Sabonis (20) | Domantas Sabonis (12) | Kevin Huerter (6)      | Madison Square Garden 19 812      | 14 - 11 |
| 26    | 13 décembre | @ Philadelphie  | D 103-123 | Domantas Sabonis (22) | Domantas Sabonis (10) | Domantas Sabonis (5)   | Wells Fargo Center 19 768         | 14 - 12 |
| 27    | 14 décembre | @ Toronto       | V 124-123 | De'Aaron Fox (27)     | Domantas Sabonis (20) | De'Aaron Fox (10)      | Scotiabank Arena 19 800           | 15 - 12 |
| 28    | 16 décembre | @ Détroit       | V 122-113 | De'Aaron Fox (24)     | Domantas Sabonis (13) | De'Aaron Fox (9)       | Little Caesars Arena 17 892       | 16 - 12 |
| 29    | 19 décembre | Charlotte       | D 119-125 | De'Aaron Fox (37)     | Domantas Sabonis (23) | Domantas Sabonis (7)   | Golden 1 Center 17 803            | 16 - 13 |
| 30    | 21 décembre | L.A. Lakers     | V 134-120 | Kevin Huerter (26)    | Domantas Sabonis (21) | Domantas Sabonis (12)  | Golden 1 Center 17 611            | 17 - 13 |
| 31    | 23 décembre | Washington      | D 111-125 | De'Aaron Fox (26)     | Domantas Sabonis (15) | Domantas Sabonis (10)  | Golden 1 Center 17 894            | 17 - 14 |
| 32    | 27 décembre | Denver          | D 106-113 | De'Aaron Fox (26)     | Trey Lyles (10)       | Davion Mitchell (9)    | Golden 1 Center 17 937            | 17 - 15 |
| 33    | 28 décembre | Denver          | V 127-126 | Malik Monk (33)       | Domantas Sabonis (10) | De'Aaron Fox (13)      | Golden 1 Center 17 985            | 18 - 15 |
| 34    | 30 décembre | Utah            | V 126-125 | Kevin Huerter (30)    | Domantas Sabonis (11) | De'Aaron Fox (10)      | Golden 1 Center 17 946            | 19 - 15 |

| Match | Date match  | Équipe        | Score          | Meilleur marqueur     | Meilleur rebondeur    | Meilleur passeur      | Lieux Spectateurs              | Série   |
| ----- | ----------- | ------------- | -------------- | --------------------- | --------------------- | --------------------- | ------------------------------ | ------- |
| 35    | 1er janvier | @ Memphis     | D 108-118      | De'Aaron Fox (19)     | Domantas Sabonis (14) | De'Aaron Fox (6)      | FedExForum 17 794              | 19 - 16 |
| 36    | 3 janvier   | @ Utah        | V 117-115      | De'Aaron Fox (37)     | Domantas Sabonis (14) | Domantas Sabonis (8)  | Vivint Smart Home Arena 18 206 | 20 - 16 |
| 37    | 4 janvier   | Atlanta       | D 117-120      | De'Aaron Fox (25)     | Domantas Sabonis (14) | Domantas Sabonis (8)  | Golden 1 Center 17 611         | 20 - 17 |
| 38    | 7 janvier   | L.A. Lakers   | D 134-136      | De'Aaron Fox (34)     | Domantas Sabonis (12) | De'Aaron Fox (9)      | Golden 1 Center 17 611         | 20 - 18 |
| 39    | 9 janvier   | Orlando       | V 136-111      | Harrison Barnes (30)  | Domantas Sabonis (10) | De'Aaron Fox (9)      | Golden 1 Center 16 499         | 21 - 18 |
| 40    | 11 janvier  | Houston       | V 135-115      | Domantas Sabonis (25) | Domantas Sabonis (14) | Fox, Sabonis (9)      | Golden 1 Center 16 057         | 22 - 18 |
| 41    | 13 janvier  | Houston       | V 139-114      | Harrison Barnes (27)  | Domantas Sabonis (15) | Domantas Sabonis (16) | Golden 1 Center 17 894         | 23 - 18 |
| 42    | 15 janvier  | @ San Antonio | V 132-119      | Harrison Barnes (29)  | Domantas Sabonis (18) | Domantas Sabonis (8)  | AT&T Center 12 339             | 24 - 18 |
| 43    | 18 janvier  | @ L.A. Lakers | V 116-111      | De'Aaron Fox (31)     | Richaun Holmes (11)   | Kevin Huerter (8)     | Crypto.com Arena 18 142        | 25 - 18 |
| 44    | 20 janvier  | Oklahoma City | V 118-113      | Keegan Murray (29)    | Domantas Sabonis (14) | Domantas Sabonis (14) | Golden 1 Center 17 932         | 26 - 18 |
| 45    | 21 janvier  | Philadelphie  | D 127-129      | De'Aaron Fox (31)     | Domantas Sabonis (9)  | Domantas Sabonis (10) | Golden 1 Center 17 861         | 26 - 19 |
| 46    | 23 janvier  | Memphis       | V 133-100      | Trey Lyles (24)       | Domantas Sabonis (10) | Domantas Sabonis (11) | Golden 1 Center 17 821         | 27 - 19 |
| 47    | 25 janvier  | Toronto       | D 95-113       | Kevin Huerter (21)    | Domantas Sabonis (8)  | De'Aaron Fox (8)      | Golden 1 Center 17 767         | 27 - 20 |
| 48    | 28 janvier  | @ Minnesota   | D 110-117      | De'Aaron Fox (29)     | Domantas Sabonis (10) | De'Aaron Fox (6)      | Target Center 17 136           | 27 - 21 |
| 49    | 30 janvier  | @ Minnesota   | V 118-111 (OT) | De'Aaron Fox (32)     | Murray, Sabonis (13)  | Malik Monk (5)        | Target Center 15 342           | 28 - 21 |

| Match                  | Date match  | Équipe                | Score           | Meilleur marqueur     | Meilleur rebondeur    | Meilleur passeur        | Lieux Spectateurs            | Série   |
| ---------------------- | ----------- | --------------------- | --------------- | --------------------- | --------------------- | ----------------------- | ---------------------------- | ------- |
| 50                     | 1er février | @ San Antonio         | V 119-109       | Domantas Sabonis (34) | Domantas Sabonis (11) | De'Aaron Fox (10)       | AT&T Center 13 207           | 29 - 21 |
| 51                     | 3 février   | @ Indiana             | D 104-107       | Harrison Barnes (23)  | Domantas Sabonis (16) | Domantas Sabonis (6)    | Gainbridge Fieldhouse 17 274 | 29 - 22 |
| 52                     | 5 février   | @ La Nouvelle-Orléans | D 104-136       | Malik Monk (16)       | Domantas Sabonis (11) | Matthew Dellavedova (6) | Smoothie King Center 17 779  | 29 - 23 |
| 53                     | 6 février   | @ Houston             | V 140-120       | Keegan Murray (30)    | Domantas Sabonis (7)  | Domantas Sabonis (10)   | Toyota Center 15 405         | 30 - 23 |
| 54                     | 8 février   | @ Houston             | V 130-128       | De'Aaron Fox (31)     | Domantas Sabonis (9)  | De'Aaron Fox (11)       | Toyota Center 15 881         | 31 - 23 |
| 55                     | 10 février  | Dallas                | D 114-122       | De'Aaron Fox (33)     | Domantas Sabonis (11) | Domantas Sabonis (7)    | Golden 1 Center 18 111       | 31 - 24 |
| 56                     | 11 février  | Dallas                | V 133-128 (OT)  | De'Aaron Fox (36)     | Domantas Sabonis (14) | Fox, Huerter (5)        | Golden 1 Center 18 111       | 32 - 24 |
| 57                     | 14 février  | @ Phoenix             | D 109-120       | De'Aaron Fox (35)     | Domantas Sabonis (15) | Domantas Sabonis (7)    | Footprint Center 17 071      | 32 - 25 |
| NBA All-Star Game 2023 |             |                       |                 |                       |                       |                         |                              |         |
| 58                     | 23 février  | Portland              | V 133-116       | De'Aaron Fox (31)     | Domantas Sabonis (17) | Domantas Sabonis (10)   | Golden 1 Center 18 041       | 33 - 25 |
| 59                     | 24 février  | @ L.A. Clippers       | V 176-175 (2OT) | Malik Monk (45)       | Domantas Sabonis (10) | De'Aaron Fox (12)       | Crypto.com Arena 19 068      | 34 - 25 |
| 60                     | 26 février  | @ Oklahoma City       | V 124-115       | De'Aaron Fox (33)     | Domantas Sabonis (12) | Fox, Sabonis (8)        | Paycom Center 15 147         | 35 - 25 |
| 61                     | 28 février  | @ Oklahoma City       | V 123-117       | Harrison Barnes (29)  | Domantas Sabonis (13) | Huerter, Sabonis (9)    | Paycom Center 13 353         | 36 - 25 |

| Match | Date match | Équipe              | Score     | Meilleur marqueur     | Meilleur rebondeur    | Meilleur passeur      | Lieux Spectateurs              | Série   |
| ----- | ---------- | ------------------- | --------- | --------------------- | --------------------- | --------------------- | ------------------------------ | ------- |
| 62    | 3 mars     | L.A. Clippers       | V 128-127 | De'Aaron Fox (33)     | Domantas Sabonis (10) | Malik Monk (8)        | Golden 1 Center 18 111         | 37 - 25 |
| 63    | 4 mars     | Minnesota           | D 134-138 | Kevin Huerter (29)    | Domantas Sabonis (14) | De'Aaron Fox (7)      | Golden 1 Center 18 111         | 37 - 26 |
| 64    | 6 mars     | La Nouvelle-Orléans | V 123-108 | Kevin Huerter (25)    | Domantas Sabonis (11) | Domantas Sabonis (11) | Golden 1 Center 17 708         | 38 - 26 |
| 65    | 9 mars     | New York            | V 122-117 | Domantas Sabonis (24) | Domantas Sabonis (13) | Domantas Sabonis (10) | Golden 1 Center 18 068         | 39 - 26 |
| 66    | 11 mars    | @ Phoenix           | V 128-119 | Harrison Barnes (19)  | Domantas Sabonis (8)  | De'Aaron Fox (6)      | Footprint Center 17 071        | 40 - 26 |
| 67    | 13 mars    | Milwaukee           | D 124-133 | De'Aaron Fox (35)     | Domantas Sabonis (17) | Domantas Sabonis (15) | Golden 1 Center 18 111         | 40 - 27 |
| 68    | 15 mars    | @ Chicago           | V 117-114 | De'Aaron Fox (32)     | Domantas Sabonis (17) | Domantas Sabonis (10) | United Center 21 886           | 41 - 27 |
| 69    | 16 mars    | @ Brooklyn          | V 101-96  | Domantas Sabonis (24) | Domantas Sabonis (21) | Malik Monk (6)        | Barclays Center 18 172         | 42 - 27 |
| 70    | 18 mars    | @ Washington        | V 132-118 | Domantas Sabonis (30) | Domantas Sabonis (9)  | Domantas Sabonis (10) | Capital One Arena 18 529       | 43 - 27 |
| 71    | 20 mars    | @ Utah              | D 120-128 | De'Aaron Fox (37)     | Domantas Sabonis (12) | Domantas Sabonis (9)  | Vivint Smart Home Arena 18 206 | 43 - 28 |
| 72    | 21 mars    | Boston              | D 109-132 | De'Aaron Fox (18)     | Domantas Sabonis (13) | Domantas Sabonis (12) | Golden 1 Center 18 111         | 43 - 29 |
| 73    | 24 mars    | Phoenix             | V 135-127 | Kevin Huerter (29)    | Huerter, Sabonis (9)  | Domantas Sabonis (18) | Golden 1 Center 18 151         | 44 - 29 |
| 74    | 25 mars    | Utah                | V 121-113 | Kevin Huerter (27)    | Domantas Sabonis (15) | Domantas Sabonis (7)  | Golden 1 Center 18 151         | 45 - 29 |
| 75    | 27 mars    | Minnesota           | D 115-119 | De'Aaron Fox (29)     | Trey Lyles (11)       | De'Aaron Fox (6)      | Golden 1 Center 18 151         | 45 - 30 |
| 76    | 29 mars    | @ Portland          | V 120-80  | Malik Monk (19)       | Domantas Sabonis (12) | Fox, Monk (6)         | Moda Center 18 550             | 46 - 30 |
| 77    | 31 mars    | @ Portland          | V 138-114 | Quatre coureurs (20)  | Domantas Sabonis (12) | De'Aaron Fox (11)     | Moda Center 18 389             | 47 - 30 |

| Match | Date match | Équipe                | Score          | Meilleur marqueur    | Meilleur rebondeur    | Meilleur passeur      | Lieux Spectateurs               | Série   |
| ----- | ---------- | --------------------- | -------------- | -------------------- | --------------------- | --------------------- | ------------------------------- | ------- |
| 78    | 2 avril    | San Antonio           | D 134-142 (OT) | De'Aaron Fox (28)    | Domantas Sabonis (8)  | Domantas Sabonis (6)  | Golden 1 Center 18 183          | 47 - 31 |
| 79    | 4 avril    | @ La Nouvelle-Orléans | V 121-103      | De'Aaron Fox (23)    | Domantas Sabonis (12) | Domantas Sabonis (11) | Smoothie King Center 15 799     | 48 - 31 |
| 80    | 5 avril    | @ Dallas              | D 119-123      | De'Aaron Fox (28)    | Domantas Sabonis (11) | Domantas Sabonis (11) | American Airlines Center 20 271 | 48 - 32 |
| 81    | 7 avril    | Golden State          | D 97-119       | Lyles, Metu (15)     | Chimezie Metu (9)     | Davion Mitchell (5)   | Golden 1 Center 18 253          | 48 - 33 |
| 82    | 9 avril    | @ Denver              | D 95-109       | Harrison Barnes (17) | Domantas Sabonis (9)  | P. J. Dozier (6)      | Ball Arena 19 652               | 48 - 34 |

### Playoffs
| Playoffs Total: 3-4 (Domicile : 2-2; Extérieur : 1-2) |

| Match | Date match | Équipe         | Score     | Meilleur marqueur     | Meilleur rebondeur    | Meilleur passeur     | Lieux Spectateurs      | Série |
| ----- | ---------- | -------------- | --------- | --------------------- | --------------------- | -------------------- | ---------------------- | ----- |
| 1     | 15 avril   | Golden State   | V 126-123 | De'Aaron Fox (38)     | Domantas Sabonis (16) | De'Aaron Fox (5)     | Golden 1 Center 18 253 | 1 - 0 |
| 2     | 17 avril   | Golden State   | V 114-106 | Fox, Sabonis (24)     | Domantas Sabonis (9)  | De'Aaron Fox (9)     | Golden 1 Center 18 253 | 2 - 0 |
| 3     | 20 avril   | @ Golden State | D 97-114  | De'Aaron Fox (26)     | Domantas Sabonis (16) | De'Aaron Fox (9)     | Chase Center 18 064    | 2 - 1 |
| 4     | 23 avril   | @ Golden State | D 125-126 | De'Aaron Fox (38)     | De'Aaron Fox (9)      | Domantas Sabonis (8) | Chase Center 18 064    | 2 - 2 |
| 5     | 26 avril   | Golden State   | D 116-123 | De'Aaron Fox (24)     | Domantas Sabonis (10) | De'Aaron Fox (9)     | Golden 1 Center 18 253 | 2 - 3 |
| 6     | 28 avril   | @ Golden State | V 118-99  | Malik Monk (28)       | Keegan Murray (12)    | De'Aaron Fox (11)    | Chase Center 18 064    | 3 - 3 |
| 7     | 30 avril   | Golden State   | D 100-120 | Domantas Sabonis (22) | Huerter, Monk (9)     | Domantas Sabonis (7) | Golden 1 Center 18 253 | 3 - 4 |

### Confrontations en saison régulière
| Conférence Est      | Conférence Est                              | Conférence Est                              | Conférence Ouest                            | Conférence Ouest                            | Conférence Ouest                            | Conférence Ouest                            | Conférence Ouest                            |
| Division Atlantique | Division Atlantique                         | Division Atlantique                         | Division Nord-Ouest                         | Division Nord-Ouest                         | Division Nord-Ouest                         | Division Nord-Ouest                         | Division Nord-Ouest                         |
| Équipe              | Domicile                                    | Extérieur                                   | Équipe                                      | Domicile                                    | Domicile                                    | Extérieur                                   | Extérieur                                   |
| ------------------- | ------------------------------------------- | ------------------------------------------- | ------------------------------------------- | ------------------------------------------- | ------------------------------------------- | ------------------------------------------- | ------------------------------------------- |
| Boston              | 109-132                                     | 104-122                                     | Denver                                      | 106-113                                     | 127-126                                     | 95-109                                      |                                             |
| Brooklyn            | 153-121                                     | 101-96                                      | Minnesota                                   | 134-138                                     | 115-119                                     | 110-117                                     | 118-111 (OT)                                |
| New York            | 122-117                                     | 99-112                                      | Oklahoma City                               | 118-113                                     |                                             | 124-115                                     | 123-117                                     |
| Philadelphie        | 127-129                                     | 103-123                                     | Portland                                    | 108-115                                     | 133-116                                     | 120-80                                      | 138-114                                     |
| Toronto             | 95-113                                      | 124-123                                     | Utah                                        | 126-125                                     | 121-113                                     | 117-115                                     | 120-128                                     |
| Division            | 4-6 (Domicile : 2-3; Extérieur : 2-3)       | 4-6 (Domicile : 2-3; Extérieur : 2-3)       | Division                                    | 11-7 (Domicile : 5-4; Extérieur : 6-3)      | 11-7 (Domicile : 5-4; Extérieur : 6-3)      | 11-7 (Domicile : 5-4; Extérieur : 6-3)      | 11-7 (Domicile : 5-4; Extérieur : 6-3)      |
| Division Centrale   | Division Centrale                           | Division Centrale                           | Division Pacifique                          | Division Pacifique                          | Division Pacifique                          | Division Pacifique                          | Division Pacifique                          |
| Équipe              | Domicile                                    | Extérieur                                   | Équipe                                      | Domicile                                    | Domicile                                    | Extérieur                                   | Extérieur                                   |
| Chicago             | 110-101                                     | 117-114                                     | Golden State                                | 122-115                                     | 97-119                                      | 125-130                                     | 113-116                                     |
| Cleveland           | 127-120                                     | 106-95                                      | L.A. Clippers                               | 109-111                                     | 128-127                                     | 123-96                                      | 176-175 (2OT)                               |
| Detroit             | 137-129                                     | 122-113                                     | L.A. Lakers                                 | 134-120                                     | 134-136                                     | 120-114                                     | 116-111                                     |
| Indiana             | 137-114                                     | 104-107                                     | Phoenix                                     | 117-122                                     | 135-127                                     | 109-120                                     | 128-119                                     |
| Milwaukee           | 124-133                                     | 113-126                                     |                                             |                                             |                                             |                                             |                                             |
| Division            | 7-3 (Domicile : 4-1; Extérieur : 3-2)       | 7-3 (Domicile : 4-1; Extérieur : 3-2)       | Division                                    | 9-7 (Domicile : 4-4; Extérieur : 5-3)       | 9-7 (Domicile : 4-4; Extérieur : 5-3)       | 9-7 (Domicile : 4-4; Extérieur : 5-3)       | 9-7 (Domicile : 4-4; Extérieur : 5-3)       |
| Division Sud-Est    | Division Sud-Est                            | Division Sud-Est                            | Division Sud-Ouest                          | Division Sud-Ouest                          | Division Sud-Ouest                          | Division Sud-Ouest                          | Division Sud-Ouest                          |
| Équipe              | Domicile                                    | Extérieur                                   | Équipe                                      | Domicile                                    | Domicile                                    | Extérieur                                   | Extérieur                                   |
| Atlanta             | 117-120                                     | 106-115                                     | Dallas                                      | 114-122                                     | 133-128 (OT)                                | 119-123                                     |                                             |
| Charlotte           | 119-125                                     | 115-108                                     | Houston                                     | 135-115                                     | 139-114                                     | 140-120                                     | 130-128                                     |
| Miami               | 119-113                                     | 107-110                                     | Memphis                                     | 110-125                                     | 133-100                                     | 113-109                                     | 108-118                                     |
| Orlando             | 136-111                                     | 126-123 (OT)                                | La Nouvelle-Orléans                         | 123-108                                     |                                             | 104-136                                     | 121-103                                     |
| Washington          | 111-125                                     | 132-118                                     | San Antonio                                 | 130-112                                     | 134-142 (OT)                                | 132-119                                     | 119-109                                     |
| Division            | 5-5 (Domicile : 2-3; Extérieur : 3-2)       | 5-5 (Domicile : 2-3; Extérieur : 3-2)       | Division                                    | 12-6 (Domicile : 6-3; Extérieur : 6-3)      | 12-6 (Domicile : 6-3; Extérieur : 6-3)      | 12-6 (Domicile : 6-3; Extérieur : 6-3)      | 12-6 (Domicile : 6-3; Extérieur : 6-3)      |
| Conférence          | 16-14 (Domicile : 8-7; Extérieur : 8-7)     | 16-14 (Domicile : 8-7; Extérieur : 8-7)     | Conférence                                  | 32-20 (Domicile : 13-10; Extérieur : 17-9)  | 32-20 (Domicile : 13-10; Extérieur : 17-9)  | 32-20 (Domicile : 13-10; Extérieur : 17-9)  | 32-20 (Domicile : 13-10; Extérieur : 17-9)  |
| Total               | 48-34 (Domicile : 23-18; Extérieur : 25-16) | 48-34 (Domicile : 23-18; Extérieur : 25-16) | 48-34 (Domicile : 23-18; Extérieur : 25-16) | 48-34 (Domicile : 23-18; Extérieur : 25-16) | 48-34 (Domicile : 23-18; Extérieur : 25-16) | 48-34 (Domicile : 23-18; Extérieur : 25-16) | 48-34 (Domicile : 23-18; Extérieur : 25-16) |

## Classements
| Conférence Ouest | Conférence Ouest                     | Conférence Ouest | Conférence Ouest | Conférence Ouest | Conférence Ouest | Conférence Ouest | Conférence Ouest |
| No               | Franchise                            | Vic.             | Def.             | MJ               | V/D              | GB               |                  |
| ---------------- | ------------------------------------ | ---------------- | ---------------- | ---------------- | ---------------- | ---------------- | ---------------- |
| 1                | c - Nuggets de Denver                | 53               | 29               | 82               | .646             | -                |                  |
| 2                | y - Grizzlies de Memphis             | 51               | 31               | 82               | .622             | 2                |                  |
| 3                | y - Kings de Sacramento              | 48               | 34               | 82               | .585             | 5                |                  |
| 4                | x - Suns de Phoenix                  | 45               | 37               | 82               | .549             | 8                |                  |
| 5                | x - Clippers de Los Angeles          | 44               | 38               | 82               | .537             | 9                |                  |
| 6                | x - Warriors de Golden State         | 44               | 38               | 82               | .537             | 9                |                  |
|                  |                                      |                  |                  |                  |                  |                  |                  |
| 7                | x - Lakers de Los Angeles            | 43               | 39               | 82               | .524             | 10               |                  |
| 8                | x - Timberwolves du Minnesota        | 42               | 40               | 82               | .512             | 11               |                  |
| 9                | pi - Pelicans de La Nouvelle-Orléans | 42               | 40               | 82               | .512             | 11               |                  |
| 10               | pi - Thunder d'Oklahoma City         | 40               | 42               | 82               | .488             | 13               |                  |
|                  |                                      |                  |                  |                  |                  |                  |                  |
| 11               | o - Mavericks de Dallas              | 38               | 44               | 82               | .463             | 15               |                  |
| 12               | o - Jazz de l'Utah                   | 37               | 45               | 82               | .451             | 16               |                  |
| 13               | o - Trail Blazers de Portland        | 33               | 49               | 82               | .402             | 20               |                  |
| 14               | o - Rockets de Houston               | 22               | 60               | 82               | .268             | 31               |                  |
| 15               | o - Spurs de San Antonio             | 22               | 60               | 82               | .268             | 31               |                  |

| Division Pacifique           | V  | D  | MJ | V/D  | GB | Dom   | Ext   | Div  |
| ---------------------------- | -- | -- | -- | ---- | -- | ----- | ----- | ---- |
| y - Kings de Sacramento      | 48 | 34 | 82 | .585 | –  | 23-18 | 25-16 | 9-7  |
| x - Suns de Phoenix          | 45 | 37 | 82 | .549 | 3  | 28-13 | 17-24 | 9-7  |
| x - Clippers de Los Angeles  | 44 | 38 | 82 | .537 | 4  | 23-18 | 21-20 | 9-7  |
| x - Warriors de Golden State | 44 | 38 | 82 | .537 | 4  | 33-8  | 11-30 | 7-9  |
| pi - Lakers de Los Angeles   | 43 | 39 | 82 | .524 | 5  | 23-18 | 20-21 | 6-10 |